# Guisa
Guisa is een gemeente en een stad op het eiland Cuba, in de provincie Granma.

## Bevolking
De grootste leeftijdsgroep in Guisa is 40-49, bestaande uit ruim 4.000 mensen.

## Economie
In 2015 was de cassave het meest verbouwde landbouwproduct in Guisa. Er werd voor cassave 535,5 hectare aan land gebruikt. Toch is dit veel minder dan voorgaand jaar. Toen werd er 1241,9 hectare land gebruikt voor de cassave. Zwarte bonen, pompoenen en mais wonnen aan populariteit.